# Maxera marchalii
Maxera marchalii is een vlinder uit de familie spinneruilen (Erebidae). De wetenschappelijke naam is voor het eerst geldig gepubliceerd in 1833 door Boisduval.
De soort komt voor in tropisch Afrika.